# 哈密伊州机场
哈密伊州机场（維吾爾語：قۇمۇل ئىۋىرغول ئايروپورتى‎，拉丁维文：qumul iwirghol ayroporti），原名哈密机场，是位于中华人民共和国新疆维吾尔自治区哈密市伊州区的一座军民合用机场，位于市中心东北12.5（7.8英里）。机场始建于1934年，后成为军用机场，于2008年改扩建为军民合用机场。

## 历史
2022年9月，哈密机场正式更名为「哈密伊州机场」。

## 航空公司与航点
| 航空公司     | 目的地                       |
| ------------ | ---------------------------- |
| 中国国际航空 | 石河子、北京/首都、成都/雙流 |
| 中国南方航空 | 郑州                         |
| 华夏航空     | 庫爾勒                       |
| 天津航空     | 西安                         |